# Steyr-Hahn M.12
Steyr-Hahn M.12 (tudi M.11) je Avstro-Ogrska pištola iz časa prve svetovne vojne. V letih 1914–1918 jih je bilo izdelanih nekaj več kot četrt milijona. Kaliber je 9 mm Steyr, nabojnik sprejme osem nabojev. Pred vojno sta te pištole kupili čilska in romunska vojska (slednja okoli 60.000 kosov), med vojno pa so jih še nekaj tisoč izvozili na Bavarsko.
To je bila med prvo svetovno vojno najpogostejša, četudi še zdaleč ne edina pištola v avstroogrski oborožitvi (med drugimi so bile: Roth-Steyr M.7 kalibra 8 mm, Steyr M1909 7,65 mm, Frommer Stop 7,65 mm in 9 mm kratki, Dreyse M1907 7,65 mm, FN Browning M1900 ter Mauser C96/M12 7,63 mm.
Po Anschlussu so v Tretjem rajhu večino pištol iz bivšega avstrijskega arzenala predelali na standardni nemški naboj 9 mm Luger.

## Repetierpistole M1912/P16
Leta 1916 so v Steyrju polavtomatsko pištolo nadgradili v brzostrelko. Nabojnik so podaljšali za 90 mm, da je lahko držal 16 nabojev in na desno stran dodali stikalo za preklapljanje med polavtomatskih in avtomatskih streljanjem. Razvili so tudi posebno snemljivo kopito, ki se lahko je uporabljalo tudi kot pištolnica (kot pri Mauser C96).

## Uporabniki
- Avstro-Ogrska[2]
- Prva avstrijska republika: Leta 1938 je bilo v avstrijskem arzenalu skupno 31.730 pištol M.12.[5]
- Tretji rajh: Po Anschlussu z Avstrijo so bile predelane na naboj 9 mm Luger.
- Kraljevina Ogrska
- Čile[2]
- Druga poljska republika
- Kraljevina Romunija[2]
- Kraljevina Italija: Zajete na  soški fronti.
- Kraljevina Bavarska[2]
- Država SHS: Uporabljene v boju za severno mejo.[6]
- Kraljevina SHS[7]

- Slovenski partizani[8]